# Diocese de Les Cayes
A Diocese de Les Cayes (em latim: Dioecesis Caiesensis) é uma circunscrição eclesiástica da Igreja Católica situada em Les Cayes, Haiti. Foi erigida pelo Papa Pio IX em 3 de outubro de 1861, seguindo o rito romano. Seu atual bispo é o cardeal Chibly Langlois. Sua Sé é a Catedral Nossa Senhora da Assunção de Les Cayes.
Possui 56 paróquias servidas por 159 religiosos, contando com 712 mil habitantes, com 66,3% da população jurisdicionada batizada.

## História
A diocese foi erigida em 3 de outubro de 1861 com a bula Christianae religionis do Papa Pio IX, recebendo o território da arquidiocese de Santo Domingo.
Em 20 de abril de 1972 cedeu uma parte do seu território em vantagem da ereção da diocese de Jérémie.
Em 13 de julho de 2008 cedeu outra parte de território para a criação da diocese de Anse-à-Veau-Miragoâne.

## Bispos
Administradores anteriores:
- Martial-Guillaume-Marie Testard du Cosquer † (1861 - 1869) (administrador apostólico)
- Alexis-Jean-Marie Guilloux (Guillons) † (1870 - 1885) (administrador apostólico)
- Constant-Mathurin Hillion † (1886 - 1890) (administrador apostólico)

Administração apostólica:
- Jean-Marie-Alexandre Morice † (1893 - 1914)
- Ignace-Marie Le Ruzic † (1916 - 1919)
- Jules-Victor-Marie Pichon † (1919 - 1941)
- François-Joseph Person † (1941 - 1941)
- Jean Louis Collignan, O.M.I. † (1942 - 1966)
- Jean-Jacques Claudius Angénor † (1966 - 1988)
- Jean Alix Verrier (1988 - 2009)
- Guire Poulard (2009 - 2011)
- Chibly Langlois (desde 2011)